# Saint-Georges-du-Bois (Charente Marítimo)
 Saint-Georges-du-Bois  es una población y comuna francesa, situada en la región de Poitou-Charentes, departamento de Charente Marítimo, en el distrito de Rochefort y cantón de Surgères.

## Demografía
| 1287 | 1330 | 1436 | 1389 | 1373 | 1466 |
| Para los censos de 1962 a 1999 la población legal corresponde a la población sin duplicidades (Fuente: INSEE [Consultar]) |      |      |      |      |      |